# 沃斯克列先斯基环形山
沃斯克列先斯基环形山（Voskresenskiy）是位于月球正面西北部一座古老的大撞击坑，约形成于39.2-38.5亿年前的酒海纪，其名称取自前苏联火箭技术工程师，与科罗廖夫长期共事的列昂尼德·亚历山德罗维奇·沃斯克列先斯基（Leonid Alexandrovich Voskresensky，1913年－1965年），1970年被国际天文学联合会正式批准接受。

## 描述

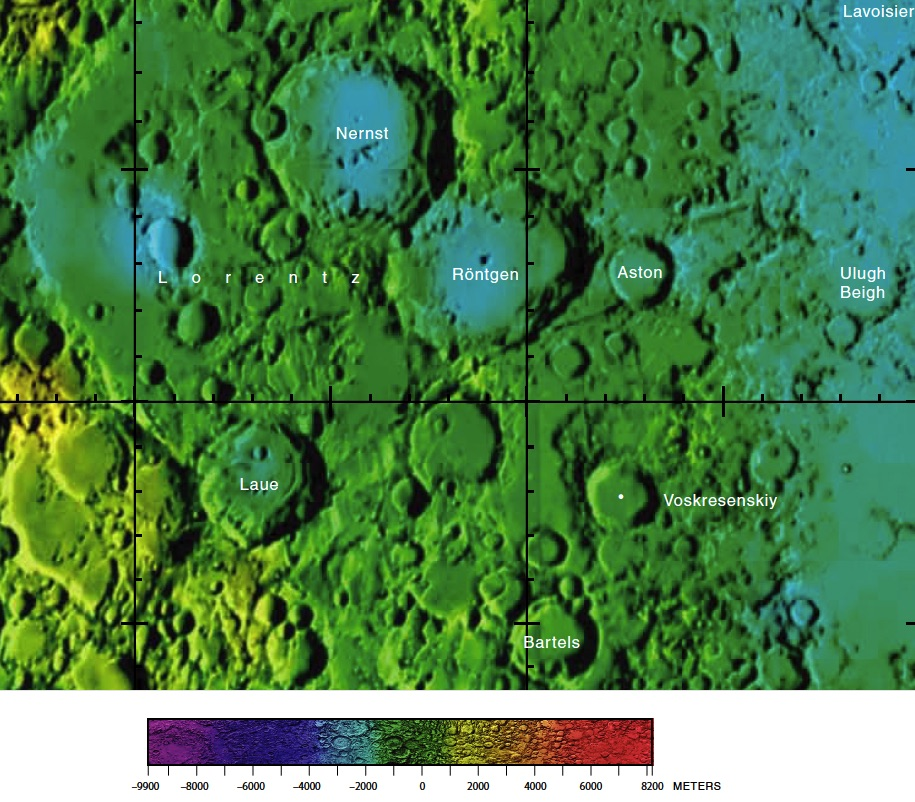
沃斯克列先斯基环形山的周边，月球背面区域详图。

该陨坑西侧和西北毗邻分别劳厄环形山和伦琴环形山、西南偏南靠近巴特尔斯环形山，较小的阿斯顿陨石坑和略大的乌鲁贝格环形山分别位于它的北面和东北，而它的东面则是风暴洋。
该陨坑中心月面坐标为27°55′N 88°07′W / 27.91°N 88.12°W，直径49.37公里，深度约2.34公里。
沃斯克列先斯基环形山仅略受磨损，坑壁边缘完整、清晰，外观接近圆形。只有西南段坑壁覆盖了一些微小的撞击坑穴。沿西、北二侧内壁分布有凸崖或阶地状结构，而东南侧外壁坡附靠了一座小陨坑。该环形山坑壁最大高出周边地形1120米，内部容积约1943公里3。坑内地表已被玄武岩熔岩淹没，平坦而幽暗的坑底其反照率与东面的风暴洋表面相一致。坑底北部分布有一些小月溪。
由于它所处的位置，从地球只能看到它的侧面，其大部分细节难以看到，它的能见度也受月球摄动的影响，因此，有时会从视线中消失，但其它大多数时间都能比较容易地观察到。

## 卫星陨石坑
按惯例，最靠近沃斯克列先斯基环形山的卫星坑将在月图上以字母标注在它的中心点旁边。

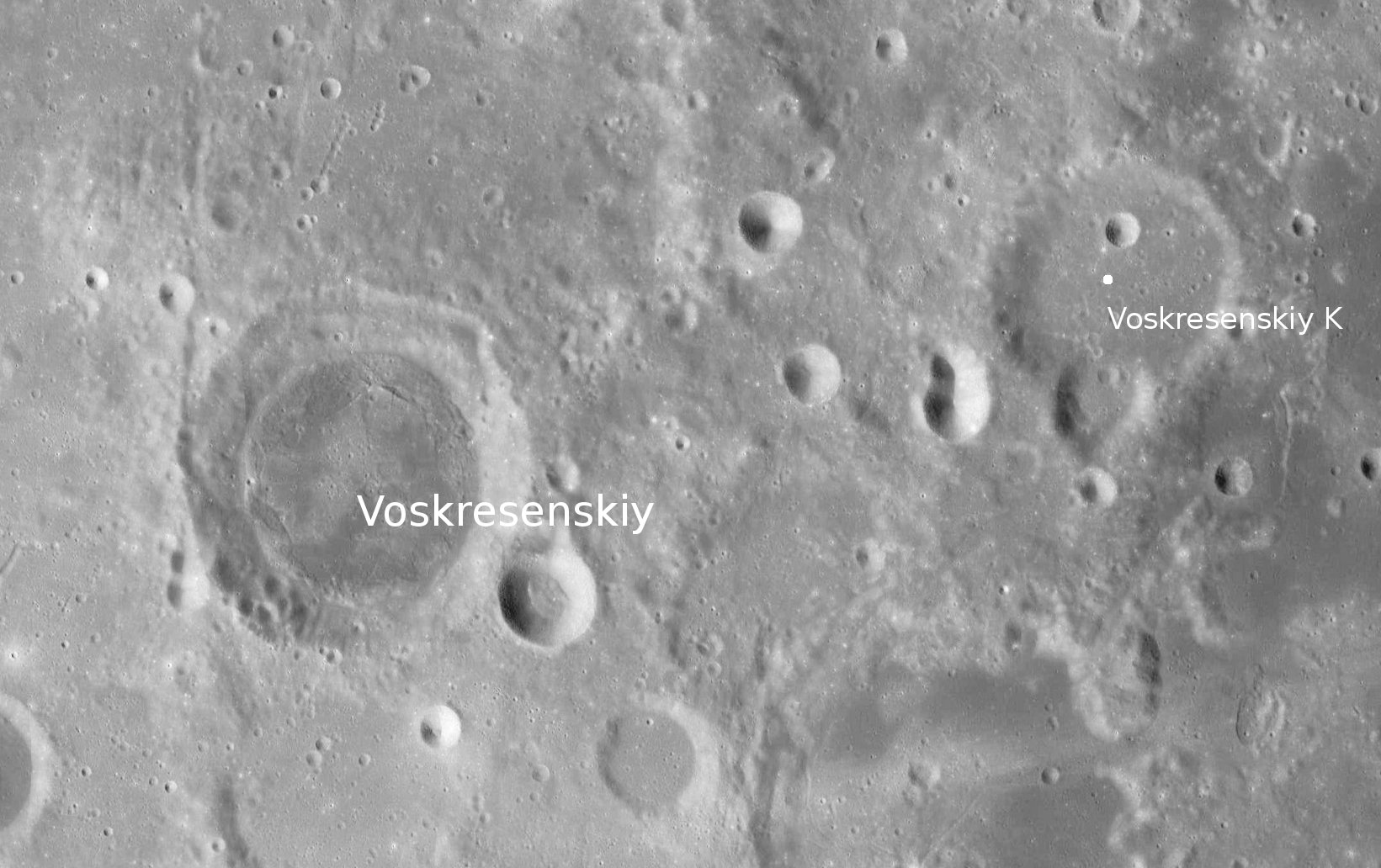
月球勘测轨道飞行器拍摄

| 沃斯克列先斯基 | 纬度    | 经度    | 直径    |
| -------------- | ------- | ------- | ------- |
| K              | 28.8° N | 84.1° W | 34 公里 |

## 参引资料
1. 1 2 3 4  Lunar Impact Crater Database
2. ↑   (PDF).   [2017-03-26]. （原始内容存档 (PDF)于2018-05-30）.
3. ↑   (PDF).   [2017-03-26]. （原始内容存档 (PDF)于2016-12-13）.
4. ↑  .   [2017-03-26]. （原始内容存档于2018-07-06）.

## 另请参阅
- Andersson, L. E.; Whitaker, E. A. . NASA RP-1097. 1982.
- Blue, Jennifer. . USGS. July 25, 2007  [2007-08-05]. （原始内容存档于2013-02-13）.
- Bussey, B.; Spudis, P. . New York: Cambridge University Press. 2004. ISBN 978-0-521-81528-4.
- Cocks, Elijah E.; Cocks, Josiah C. . Tudor Publishers. 1995. ISBN 978-0-936389-27-1.
- McDowell, Jonathan. . Jonathan's Space Report. July 15, 2007  [2007-10-24]. （原始内容存档于2012-05-26）.
- Menzel, D. H.; Minnaert, M.; Levin, B.; Dollfus, A.; Bell, B. . Space Science Reviews. 1971, 12 (2): 136–186. Bibcode:1971SSRv...12..136M. doi:10.1007/BF00171763.
- Moore, Patrick. . Sterling Publishing Co. 2001. ISBN 978-0-304-35469-6.
- Price, Fred W. . Cambridge University Press. 1988. ISBN 978-0-521-33500-3.
- Rükl, Antonín. . Kalmbach Books. 1990. ISBN 978-0-913135-17-4.
- Webb, Rev. T. W.  6th revised. Dover. 1962. ISBN 978-0-486-20917-3.
- Whitaker, Ewen A. . Cambridge University Press. 1999. ISBN 978-0-521-62248-6.
- Wlasuk, Peter T. . Springer. 2000. ISBN 978-1-85233-193-1.